# Verbe semi-auxiliaire
En grammaire française, un semi-auxiliaire est un verbe conjugué qui, combiné avec un infinitif non complément de ce verbe, forme une périphrase. Par exemple, dans je vais manger, le semi-auxiliaire est vais, forme conjuguée du verbe aller.
Les verbes aller et faire ainsi que les verbes modaux (devoir, pouvoir, ...) peuvent, notamment, être utilisés en tant que semi-auxiliaires.
Le semi-auxiliaire est avant tout un verbe qui, dans une telle construction, perd une partie de son sens : dans je vais manger, au sens de « je vais bientôt manger » (futur proche), le verbe aller a perdu le sème du déplacement. Il ne s’agit plus de se déplacer pour aller manger, mais de manger dans un futur proche. Même si « je vais manger » peut à la limite être compris dans un sens de déplacement, on lèvera ce qui est aujourd’hui une ambiguïté en disant  « je vais aller manger » ou bien « je pars manger ».
D’un autre côté, le semi-auxiliaire, à la différence de l’auxiliaire, n’a pas perdu la totalité de son sens. En effet, si le sème du déplacement n’est plus sensible, le sème de la proximité l’est bel et bien. Ce semi-auxiliaire est issu d’un glissement de sens, de la proximité géographique (aller quelque part) à la proximité temporelle (futur proche).

## Distinction entre  semi-auxiliaires et verbes suivis d'un infinitif complément d'objet
Toute combinaison d'un verbe conjugué suivi d'un infinitif ne constitue pas une périphrase verbale. Pour ce faire, l'infinitif  ne doit pas  être employé comme un nom.  Ainsi, dans les phrases « Ils veulent déménager » et « Ils vont déménager », les verbes conjugués n'ont pas le même statut : dans la première, le verbe « déménager » peut être pronominalisé (« Ils le veulent » ; « Que veulent- ils ? ») ; l'infinitif fonctionne donc comme un nom ; dans la seconde, le même verbe ne peut  pas être pronominalisé (« Ils y vont » ; «Où vont-ils ? » : ces phrases sont  certes correctes, mais « aller » n'a plus le même sens : il perd sa valeur de futur proche pour retrouver sa signification  lexicale première). Dans la seconde phrase, « déménager »  recourt à un semi-auxiliaire pour traduire une notion grammaticale (le futur périphrastique ou futur proche) ; dans la première, il complète le verbe vouloir qui, de ce fait, ne peut pas être considéré comme un auxiliaire modal en français. Ces substitutions constituent un moyen de discerner les verbes semi-auxiliaires.

## Les catégories de semi-auxiliaires
On distingue semi-auxiliaires temporels et semi-auxiliaires modaux et aspectuels.
Les semi-auxiliaires de temps :
- verbe devoir : il peut exprimer le futur. La pluie doit revenir demain.
- verbes aller, être sur le point de, etc. : futur proche. L’avion va décoller.
- venir de : exprime un passé récent : L’avion vient de décoller.

les semi-auxiliaires de mode :
- verbe devoir : action obligatoire, probable, souhaitable. Paul doit lire. Il a dû finir son livre. Il pense qu’on doit procéder ainsi.
- verbe pouvoir : possibilité, probabilité, souhait. N’importe qui peut se tromper. Il peut être dix heures. Puisse-t-il réussir !

les semi-auxiliaires d’aspect : 
- aspect inchoatif (début de l’action) : commencer à, se mettre à.
- aspect duratif : être en train de.
- aspect conclusif : finir de, cesser de

## Exemples
Aller
aller manger
Faire (factitif)
faire faire quelque chose
faire manger
faire construire quelque chose
se faire construire quelque chose
se faire couper les cheveux
venir de, devoir, pouvoir